# MTV Europe Music Awards 1999
Церемонія нагородження MTV Europe Music Awards 1999 відбулася в Дубліні, Ірландія, в The Point. Ведучим вечора був Ронан Кітінг, а на сцені виступили, зокрема, Мерая Кері з піснею «Heartbreaker», Брітні Спірс з «...Baby One More Time» та «(You Drive Me) Crazy», також The Cardigans, Jamiroquai, Мерілін Менсон та The Corrs, а розпочинав шоу Іггі Поп.
Учасниками церемонії були модель та актриса Кармен Електра, Крістіна Агілера, Мері Джей Блайдж, Fun Lovin' Criminals, учасниця Spice Girls Джері Галлівелл та актриса Деніз Річардс.

## Номінації
Переможців виділено Жирним.

### Найкраща пісня
- Backstreet Boys — «I Want It That Way[en]»
- Мадонна — «Beautiful Stranger[en]»
- Джордж Майкл та Мері Джей Блайдж — «As[en]»
- Брітні Спірс — «...Baby One More Time»
- TLC[en] — «No Scrubs[en]»

### Найкраще відео
- Aphex Twin — «Windowlicker[en]»
- Б'єрк — «All Is Full of Love[en]»
- Blur — «Coffee & TV[en]»
- Fatboy Slim — «Praise You[en]»
- Джордж Майкл та Мері Джей Блайдж — «As[en]»

### Найкращий альбом
- Backstreet Boys — Millennium
- Boyzone — By Request[en]
- Лорін Гілл — The Miseducation of Lauryn Hill
- The Offspring — Americana
- Red Hot Chili Peppers — Californication

### Найкраща співачка
- Джері Галлівелл
- Лорін Гілл
- Вітні Г'юстон
- Мадонна
- Брітні Спірс

### Найкращий співак
- Рікі Мартін
- Джордж Майкл
- Саша[en]
- Вілл Сміт
- Роббі Вільямс

### Найкращий гурт
- Backstreet Boys
- The Cardigans
- Jamiroquai
- The Offspring
- TLC[en]

### Найкращий новий виконавець
- Eminem
- Дженніфер Лопес
- Брітні Спірс
- Vengaboys[en]
- Westlife

### Найкращий поп-виконавець
- Backstreet Boys
- Boyzone
- Five[en]
- Рікі Мартін
- Брітні Спірс

### Найкращий танцювальний проєкт
- Basement Jaxx
- The Chemical Brothers
- Fatboy Slim
- Jamiroquai
- Mr. Oizo[en]

### Найкращий рок-виконавець
- The Cardigans
- Ленні Кравіц
- Marilyn Manson
- The Offspring
- Red Hot Chili Peppers

### Найкращий R&B-виконавець
- Мерая Кері
- Лорін Гілл
- Вітні Г'юстон
- Дженніфер Лопес
- TLC[en]

### Найкращий хіп-хоп виконавець
- Beastie Boys
- Busta Rhymes
- Eminem
- Puff Daddy
- Вілл Сміт

### Free Your Mind[en]
- Боно

## Регіональні номінації
Переможців виділено Жирним.

### Найкращий німецький виконавець[en]
- Absolute Beginner[en]
- Freundeskreis[en]
- Guano Apes
- Ксав'єр Найду[en]
- Саша[en]

### Найкращий італійський виконавець[en]
- Алессандро Брітті[en]
- Elio e le Storie Tese[en]
- Джованотті
- Negrita
- Васко Россі[en]

### Найкращий скандинавський виконавець[en]
- Дженніфер Браун[en]
- The Cardigans
- Андреас Джонсон[en]
- Лене Марлін
- Петтер[en]

### Найкращий британський-ірландський виконавець[en]
- Basement Jaxx
- Boyzone
- Лінден Девід Голл[en]
- Manic Street Preachers
- Texas
- Westlife

## Виступи

### Розігрів
- B*Witched[en] — «Jesse Hold On[en]»
- Westlife — «If I Let You Go[en]»

### Головне шоу
- Іггі Поп — «Lust for Life[en]»
- Мерая Кері (за участі Міссі Еліот та Da Brat) — «Heartbreaker[en]»
- Underworld[en] — «Push Upstairs[en]»
- Брітні Спірс — «...Baby One More Time / (You Drive Me) Crazy[en]»
- The Offspring — «The Kids Aren't Alright»
- Jamiroquai — «King for a Day[en]»
- Вітні Г'юстон — «Get It Back / My Love Is Your Love[en]»
- The Cardigans — «Erase/Rewind[en]»
- Puff Daddy — «Best Friend»
- Ліґабуе — «L'odore del Sesso»
- The Corrs — «Radio[en]»
- Marilyn Manson — «Rock Is Dead»

## Учасники шоу
- Деніз Річардс та Пірс Броснан — оголошення переможця у номінації Найкраща співачка
- Джері Галлівелл — оголошення переможця у номінації Найкращий танцювальний проєкт
- Christina Aguilera та TQ[en] — оголошення переможця у номінації Найкращий хіп-хоп виконавець
- Деймон Алберн та Мері Джей Блайдж — оголошення переможця у номінації Найкращий R&B-виконавець
- Steps[en] — оголошення переможця у номінації Найкращий гурт
- Алісія Сільверстоун — оголошення переможця у номінації Найкращий поп-виконавець
- Eternal[en] та Джованотті — оголошення переможця у номінації Найкращий співак
- The Jukka Brothers — оголошення переможця у номінації Найкращий альбом
- Kris & Kris та Андреа Пецці[en] — оголошення переможця у номінації Найкращий італійський виконавець[en]
- Кармен Електра та Fun Lovin' Criminals[en] — оголошення переможця у номінації Найкращий рок-виконавець
- Кет Ділі[en] та Едіт Бовман — оголошення переможця у номінації Найкращий британський-ірландський виконавець[en]
- Мік Джаггер — оголошення переможця у номінації Free Your Mind[en]
- Бретт Андерсон та Des'ree[en] — оголошення переможця у номінації Найкращий новий виконавець
- Five[en] — оголошення переможця у номінації Найкраща пісня
- Арманд Ван Гельден та Едж — оголошення переможця у номінації Найкраще відео